# Stara Synagoga w Chodzieży
Stara Synagoga w Chodzieży – nieistniejąca synagoga znajdująca się w Chodzieży przy skrzyżowaniu ulic Zamkowej i Raczkowskiego.
Synagoga istniała co najmniej od początku XVII wieku. Pierwsza wzmianka o jej istnieniu pochodzi z 1670 i dotyczy budowy nowej drewnianej synagogi na miejscu poprzedniej. Drewniana synagoga wzmacniania była tzw. murem pruskim. W 1713 bożnica spłonęła. Po kolejnym pożarze w 1835 na jej miejscu wybudowano nową, murowaną synagogę.